# DVW Micro-electronics Husky
DVW Micro-electronics Husky (Husky) је био преносиви рачунар, производ фирме DVW Micro-electronics који је почео да се израђује у Уједињеном Краљевству током 1981. године.
Користио је NSC 800 - Z80 клон фирме National Semiconductors као централни микропроцесор а RAM меморија рачунара Husky је имала капацитет од 32 KB. 

## Детаљни подаци
Детаљнији подаци о рачунару Husky су дати у табели испод.
|                       |                                                      |
| [ 1 ]                 |                                                      |
| Произвођач            |                                                      |
| Тип                   | преносиви рачунар                                    |
| Меморија              | 32 KB                                                |
| Поријекло             | Уједињено Краљевство                                 |
| Година                | 1981                                                 |
| Тастатура             | Тастатура са равном мембраном (40 тастера)           |
| Процесор              | -NSC 800 - Z80 клон фирме National Semiconductors                 |
| Фреквенција процесора | непознато                                            |
| RAM                   | 32 KB                                                |
| ROM                   | 16 KB                                                |
| Текст                 | 32 знакова x 4 линија (монитор са текућим кристалом) |
| Графика               | непознато                                            |
| Боја                  | Црно и бијело                                        |
| Звук                  | мали звучник                                         |
| Димензије             | 24 x 19,5 x 4 / 2 kg                                 |
| Портови               |                                                      |
| Оперативни систем     |                                                      |